# Flins-sur-Seine
Flins-sur-Seine je francouzská obec v departementu Yvelines v regionu Île-de-France. Obec je známá automobilovým průmyslem jako sídlo závodu Renault.

## Geografie
Flins-sur-Seine leží na levém břehu řeky Seiny, 14 km východně od Mantes-la-Jolie, sídla podprefektury a 30 km severozápadně od Versailles, sídla prefektury.
Obec hraničí na západě s Aubergenville, na východě s Mureaux a Bouafle a na jihu s Bazemontem. Na severu odděluje řeka Seina obce Juziers a Mézy-sur-Seine.

## Historie
První písemné zmínky o existenci vesnice pocházejí z 11. století, kdy byla v majetku kláštera Saint-Germain-des-Prés. Kolem obce se rozkládaly velké vinice až do velkého rozmnožení mšičky révokaze na konci 19. století, který révu vinnou zcela zničil. Na místě vinic následně vznikly zelinářské zahrady.
2. října 1952 byla otevřena továrna Renault, která má sice sídlo ve Flins, ale z 80 % se rozkládá na území sousední obce Aubergenville. V květnu a červnu 1968 se před továrnou odehrávaly velké demonstrace. 10. června 1968 se v Seině utopil mladý student lycea, když utíkal před pořádkovými silami.

## Pamětihodnosti
- Kostel Saint-Cloud, jehož základy pocházejí z 10. století, byl v roce 1767 přestavěn.
- Zámek z konce 17. století je od roku 2000 sídlem radnice.